# Yangqin

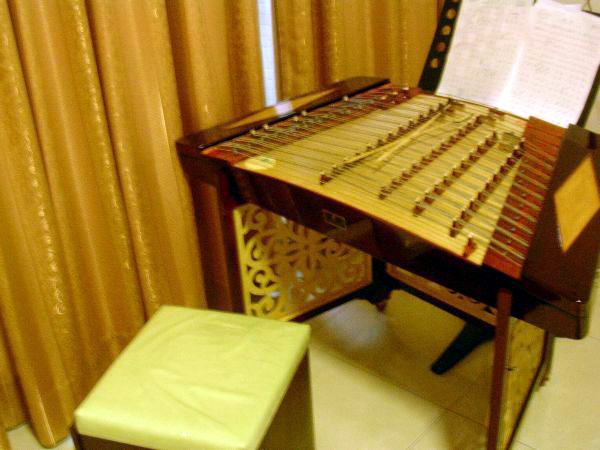
Un yangqin sobre su base.

El yangqin (en chino: 扬琴; en pinyin:yángqín) es un salterio utilizado en China, originado en Oriente Medio (Persia, actualmente Irán). Es usual escribirlo con los caracteres 洋琴 (lit. "cítara extranjera"), pero el primer carácter cambió a 揚 (también pronunciado "yáng"), que significa "aclamado". 
Salterios de varios tipos son muy populares no sólo en China, sino también en Europa oriental, Medio Oriente, India y Pakistán. 